# Tagbilaran
Tagbilaran – miasto na Filipinach, w regionie Środkowe Visayas, ośrodek administracyjny prowincji Bohol. W 2015 r. liczyło 105 051 mieszkańców. W mieście znajduje się port lotniczy Tagbilaran.